# 黄展岳
黄展岳（1926年8月—2019年4月22日），福建南安人，中国考古学家。

## 生平
儿时叫黄永福，就读于南昌学校，毕业后在父亲的医馆见习，后改名黄展岳进入泉州中学。毕业后考入晋江中学。1950年考入北京大学史学系，1952年选读考古专业。毕业后分配到中国科学院（后为中国社会科学院）考古研究所。1956年考取中国科学院汉唐考古副博士研究生。1985年评为《考古学报》研究员，后又任《考古学报》副主编。曾受聘为中国社会科学院研究生院考古系教授，厦门大学历史系兼职教授。2010年，成为中国社会科学院荣誉学部委员。2019年4月22日因病去世，享年93岁。

## 出版物
出版六部独著包括《中国古代的人牲人殉》、《考古纪原：万物的来历》、《先秦两汉考古与文化》、《西汉礼制建筑遗址》、《古代人牲人殉通论》和《先秦两汉考古论丛》。其中两部论文集《先秦两汉考古与文化》、《先秦两汉考古论丛》共收录论文一百一十二篇，包括《汉代诸侯王墓论述》、《云梦秦律简论》、《论两广出土的先秦青铜器》、《关于中国开始冶铁和使用铁器的问题》等。
三部合著包括《长沙马王堆一号汉墓》、《西汉南越王墓》和《岭南西汉文物宝库：广州南越王墓（中国考古文物之美•九）》。
以及单独出版的论文等。